# Бегнас
Бегнас (непальск. बेगनास ताल) — озеро в центральной части Непала. В административном отношении расположено в муниципалитете Лехнатх района Каски зоны Гандаки.
Озеро находится на юго-востоке долины Покхара и является вторым крупнейшим озером долины после озера Пхева (всего в долине Покхара расположены 8 озёр). Уровень воды озера имеет сезонные колебания, которые зависят от количества осадков, а также от количества воды, используемой для орошения полей. Кроме того, уровень воды регулируется плотиной, построенной в 1988 году на вытекающей из озера реке Кхуди-Кхола. Площадь водного зеркала составляет 3,28 км². Средняя глубина — 6,6 м, а максимальная глубина — 10 м.
Озеро Бегнас популярно среди туристов, посещающих Покхару. Примерно в 500 м к югу от озера Бегнас находится озеро Рупа.